# Museo de Leimebamba
El Museo de Leymebamba es un museo arqueológico situado en departamento de Amazonas.  El museo está principalmente dedicado a la cultura chachapoyas y fue inaugurado en junio de 2000. El Museo de Leymebamba cuenta con 5 salas: 3 salas de arqueología, una de etnográfia y una de actividades divulgativas. La colección del museo cuenta con 219 momias y más de 2300 bienes arqueológicos, la mayoría procedentes de la Laguna de Los Cóndores, recuperadas durante un proyecto de rescate arqueológico.